# Gesellschaft mit beschränkter Haftung
 Gesellschaft mit beschränkter Haftung (en alemany), traduït literalment com a «societat amb responsabilitat limitada»), també coneguda amb les sigles GmbH, és una forma de societat de responsabilitat limitada al dret mercantil alemany des de 1892, aplicada posteriorment en altres països de l'Europa Central com Àustria el 1906 o Suïssa.

## Nom d'una GmbH
A Alemanya, aquest tipus d'entitat es regeix per una llei Federal anomenada GmbH-Gesetz o GmbHG ("llei GmbH"). La llei requereix que la designació de cada GmbH inclogui les paraules Gesellschaft mit beschränkter Haftung o «qualsevol altra abreviatura que sigui generalment comprensible». A la pràctica, per conveniència, l'elecció més comuna és una abreviatura, en general «GmbH». Aquesta última, amb punts o sense, es posa després del nom de la societat, com en el cas de «Messe Frankfurt GmbH». Si el nom de l'empresa ja inclou la paraula Gesellschaft («companyia»), l'abreviatura perd la «G» corresponent, per exemple Theaterservicegesellschaft mbH.
També hi ha «GesmbH» a Àustria i fins i tot es pot veure «gGmbH» -on la primera «g» significa gemeinnützige («Fundació d'utilitat pública»).